# 平岡恵子 (歌手)
平岡 恵子（ひらおか けいこ、1973年〈昭和48年〉11月29日 - ）は、日本のシンガーソングライター。広島県広島市出身。旧芸名は「桃乃 未琴」（ももの みこと）。結婚後は本名「名越 恵子」（なごし けいこ）を使用している。

## 人物
幼少期よりピアノを始める。6歳上でバンド活動をしていた兄（愼一）の影響で、高校生時代にバンドを結成。卒業後、アマチュアバンドコンテストの全国大会に出場し、ビクターエンタテインメントから「桃乃未琴」の芸名でメジャーデビュー。『ものの見事』のもじりでの命名とされる。
デビュー後も渋谷の路上などでライブを行ったり、オールナイトニッポンRのパーソナリティを務めるなどした。
2003年より本名の「平岡恵子」名義で変更し、ソロ歌手や元CANNABISの加藤哉子との音楽ユニット「トリマトリシカ」として活動する。また楽曲提供やCM音楽製作、堂本剛ソロツアーへのコーラス参加なども行っている。
夫はギタリストの名越由貴夫。

## 来歴
- 1995年、ボーカルを務めていたバンド「サワーミルク・シー」がNHK主催の『BSヤングバトル』全国大会に中国地方代表として出場。
- 1997年、ビクターエンタテインメントより「桃乃未琴」の名前でシングル「あなたは海の底」をリリースし、メジャーデビュー。
- 2003年、ビクターを離れ、本名の「平岡恵子」で活動を開始。同年春、加藤哉子と「トリマトリシカ」を結成し、ソロ活動のかたわら、2006年まで活動。
- 2009年、「平岡恵子」名義で初のアルバム『25』をリリース[3]。
- 2017年、デビュー20周年を記念したワンマン・ライブ「平岡恵子 芸歴20周年祭〜11.29は桃乃未琴に会いに行こう〜」を開催[1][2]。

## ディスコグラフィー

### シングル
『桃乃未琴』時代
- あなたは海の底 （1997年7月24日、C/W『Mother of Bacteria』）
- 幸あれ乙女 （1997年11月6日、C/W『生きてる身体』）
- はじめてのうた （1998年2月21日、C/W『感謝。』）
- サボテン （1998年6月24日、C/W『POWER TO THE PEOPLE』）
- 花（1999年2月24日、C/W『雨雲』）
- この夜が明けないのならば （1999年6月23日、C/W『鏡・ハダカの手』）
- 空 （1999年10月21日、C/W『くちびるだけ・空（Mind Of Wings）』）
- 青いトゲ （2000年5月24日、C/W『女の子、人間』）
- 大切なコト （2000年12月16日、C/W『言葉にはもう、できないのよ。』）
- Fortune's smile （2001年11月21日、C/W『Sora at G.F.studios』）
全てビクターエンタテインメントより発売。

### アルバム
タイトルの下は収録曲

『桃乃未琴』時代
- Sour Milk Sea （ミニアルバム、1997年）
あなたは海の底／ちょうどいい温度／「好き」って言って／DISGUST／夕焼けの月
- 愛したい （1998年）
丸裸／サボテン／出口／予知できぬこと／指紋／コーヒー猿／嫌な空気／パウダー／時に思う／愛したい／はじめてのうた
- 処方箋 （2000年）
空／宇宙ベッド／めくるめく愛へのハイウェイ／Cry&Joy／この夜が明けないのならば／ファンキーなの大好き／Silver&Gold／太陽とアタシの心／羽根／花／雨上がりのそこに、僕の心ひとつ。／Rainbow／あなたは海の底 2000-DROP（studio live version）
- 地気遊戯 （2001年） 
白く、白く。／大切なコト／ハダシのメガネ／つないだ手をつないで／熱／青いトゲ／雨声／キオクマデ／魔法の翼／また、明日
（以上はビクターエンタテインメントから発売）

『トリマトリシカ』時代
- torimtorishuk （2004年5月、6曲収録）
- melody （2004年12月）

『平岡恵子』時代
- 25 （2009年10月、10曲収録）
Intro／Feeling／三十路／Gentle，gentle／Melody in a case／25／A jelly sky is blue／9／Devil／望郷

### 未音源化楽曲
- 愛・Heart(作詞:IKUKO 作曲:本間勇輔)
  - 2001年のドラマ「ハート (Heart / Hurt)」の主題歌として起用。モモノミコト名義。

## 楽曲提供
- なんとなく、晴れ （アーティスト：綾瀬はるか、名越恵子名義での詞提供、2006年9月13日発売のシングル『交差点days』のカップリング曲）
- Waon* with IroKokoro Project （アーティスト：Yun*chi、 詞提供、2013年11月13日発売のシングル「Your song*」の収録曲）

## 出演番組

### ラジオ
- 桃乃未琴のオールナイトニッポンR （ニッポン放送）
1998年4月2日 - 同年12月17日、木曜深夜27:00 - 28:30
2000年4月7日 - 同年9月29日、金曜深夜28:00 - 29:00
- 桃乃未琴の@llnightnippon.com Sunday Request Night （ニッポン放送、1999年10月3日 - 2000年3月31日、23:00 - 25:00）
- MIDNIGHT COWGIRL（FMノースウェーブ、1999年10月 - 終了時期未明　開始当初は毎週日曜25:00 - 26:00）